# Ландулф II (Капуа)
Вижте пояснителната страница за други личности с името Ландулф.
Ландулф II (на италиански: Landolfo, Landulf II; на латински: „Landolfus episcopus“; * ок. 825; † 879) е 843 г. епископ на Капуа и след това лангобардски граф на Княжество Капуа (863 – 879).

## Биография
Той е четвъртият син на гасталд Ландулф I Стари († 843/844) и брат на Ландо I († 860/861, граф на Капуа 861 – 862), на Пандо († сл. 862, граф на Капуа 861 – 862), и на Ланденолф († 859).
Ландулф II отстранява през 863 г. от властта племенника си Панденулф († 882), син на брат му Пандо. Той запазва службата си епископ на Капуа (863). През 866 г. Ландулф II е осъден в Капуа от император Лудвиг II и се признава за негов васал. Когато през 871 г. беневентският княз Аделчис започва въстание против императора, Ландулф остава верен на Лудвиг II. След смъртта на Лудвиг II († 875) Ландулф II става съюзник на арабите и само по призив на римския папа Йоан VIII се бие със сарацините (877).
Ландулф II умира през 879 г. След смъртта му в Капуа започва гражданска война между двамата му племенника Панденулф и Ландо III за княжеския престол, също и между Ланденулф и Ландулф за капуанската катедра. Племенникът му Панденулф отново е на престола на Капуа. Другият му племенник Ланденулф († сл. 882) става 879 г. епископ на Капуа.